# Mu Cephei
Mu Cephei un estel hipergegant vermell de tipus espectral M2Ia o M1I un dels estels més grans que es coneixen. El seu diàmetre —calculat a partir de la mesura directa del seu diàmetre aparent de 0,021 segons d'arc i considerant que està a 2.400 anys llum— és 650 vegades major que el radi solar, equivalent a unes 13,5 ua; altres autors, no obstant això, li assignen un diàmetre major, 1.420 vegades més gran que el del Sol. La seva comparació amb l'estel de Barnard, un nan vermell proper, equival a comparar un cap d'agulla amb la cúpula de la Basílica de Sant Pere; si es considera que la llum triga 0,133 segons en circumnavegar la Terra i 14,577 segons en circumnavegar el Sol, la xifra emprada en el cas de Mu Cephei —24.077,8 segons ó 6,69 hores—, dona una clara idea de la grandària sorprenent d'aquest estel.
La lluminositat de Mu Cephei equival a 350.000 vegades la del Sol —per a una distància de 2.400 anys llum—, però si es considera la distància major de 2.800 anys llum, la seva lluminositat ascendeix a 475.000 sols. La seva temperatura superficial és de 3.700 K. Presenta un contingut en metalls lleugerament superior al solar ([Fe/H] = +0,05).
Mu Cephei està envoltat pel que sembla un gran disc de pols i aigua on el radi intern i extern equival, respectivament, a dos i quatre vegades el radi de l'estel. Així mateix, entorn de Mu Cephei s'ha detectat una nebulosa circumnestel·lar, només visible a l'infraroig, de forma esfèrica —excepte en el seu interior, on té una pronunciada morfologia asimètrica—, el radi de la qual és d'almenys 6 segons d'arc. Els models indiquen que durant els últims 1.000 anys, Mu Cephei ha experimentat una constant pèrdua de massa estel·lar, a un ritme aproximat de 10-7 masses solars per any. La seva massa actual és 15 vegades major que la massa solar i té una edat aproximada de 10 milions d'anys. En la part interna del seu embolcall circumestel·lar mostra intensa radiació màser de la molècula de monòxid de silici.
Mu Cephei és el prototip dels estels variables semiregulars SRC, superggants vermells amb amplituds en la variació de lluminositat de l'ordre d'una magnitud i períodes des d'uns 30 dies a varis milers d'anys. La pròpia Mu Cephei varia de lluentor entre magnitud +3,43 i +5,10 en un període semiregular de 800 - 1.000 dies.